# Korale weneckie

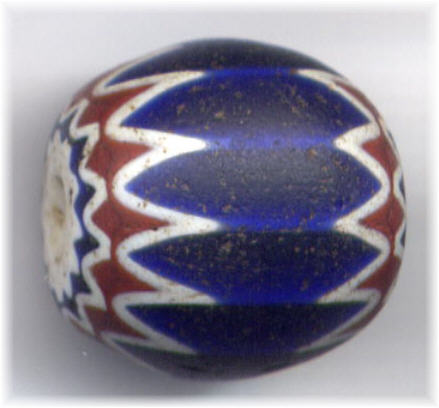
Szklany wenecki koralik typu chevron

Korale weneckie lub korale Murano, także (szklane) perły weneckie (wł. perle di vetro a Venezia, perle veneziane) – kolorowe korale ze szkła, wykonywane ręcznie nieprzerwanie od XIV wieku według lokalnych tradycyjnych metod w manufakturach lub domowych atelier rzemieślniczych, zlokalizowanych w historycznym centrum Wenecji lub na pobliskiej wyspie Murano, przy użyciu rurek lub prętów zrobionych ze szkła. Cenione za piękno i twardość. Używane do wyrobu biżuterii. Obejmują trzy rodzaje koralików: perły lampowe, koraliki drobne i koraliki rosette (chevron). Przez wiele generacji stanowiły jeden z najważniejszych weneckich produktów szklanych, opanowując międzynarodowy rynek obrotu koralikami. Koraliki typu chevron i millefiori odegrały rolę w europejskiej wymianie handlowej głównie z Afryką jako towar wymienny, pieniądze i osobista ozdoba szamanów, przywódców plemiennych i ich żon.
Sztuka i know-how wyrobu weneckich (i francuskich) szklanych korali w 2020 roku zostały oficjalnie uznane przez UNESCO i wpisane na listę reprezentatywną niematerialnego dziedzictwa kulturowego ludzkości w celu ochrony i zachowania dla przyszłych pokoleń.

## Historia

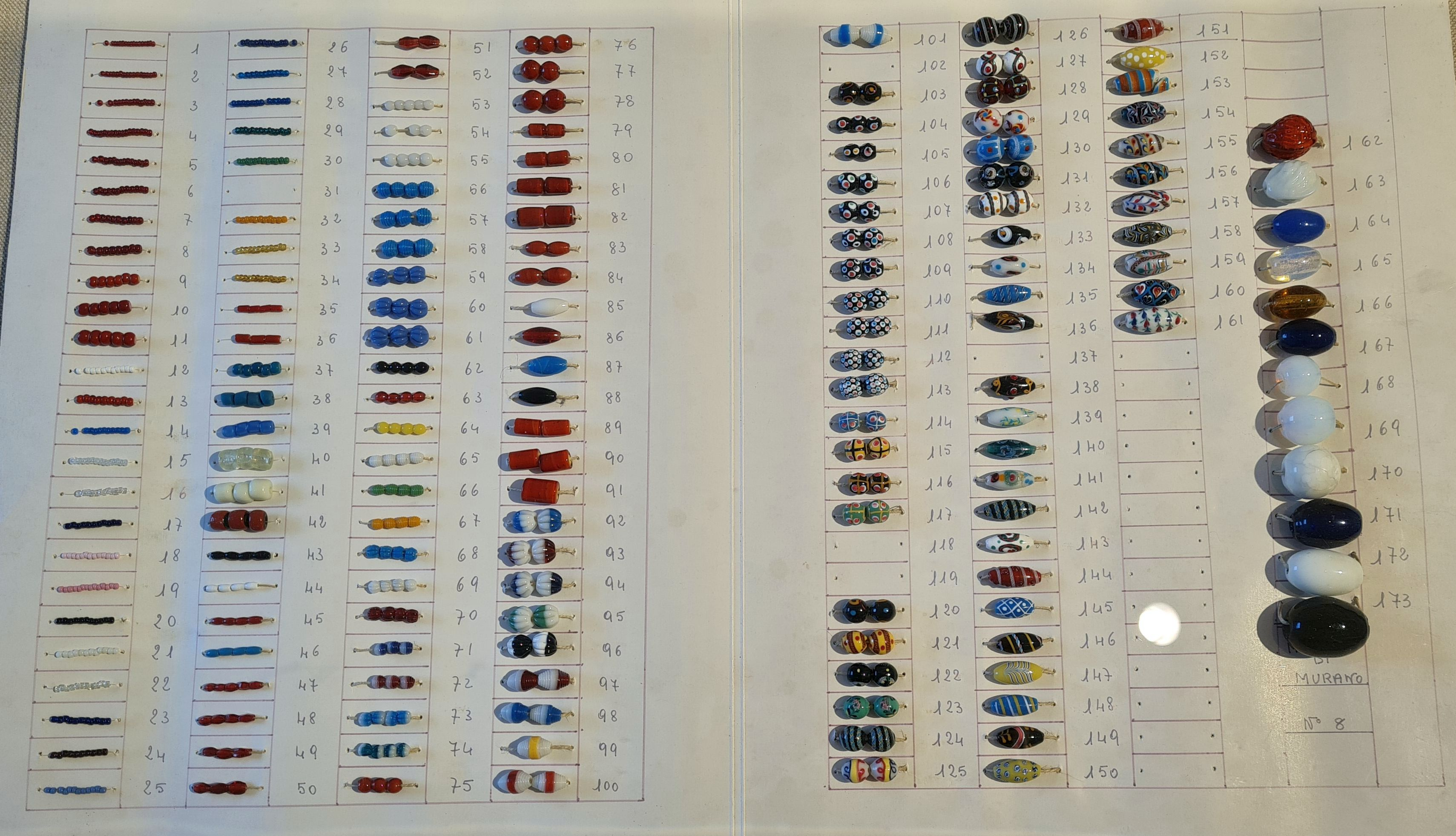
Koraliki – muzealne eksponaty

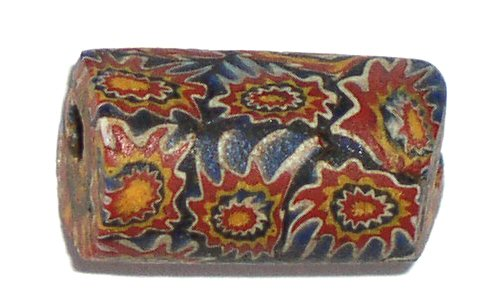
Koralik millefiori z Wenecji/Murano, 1850–1950

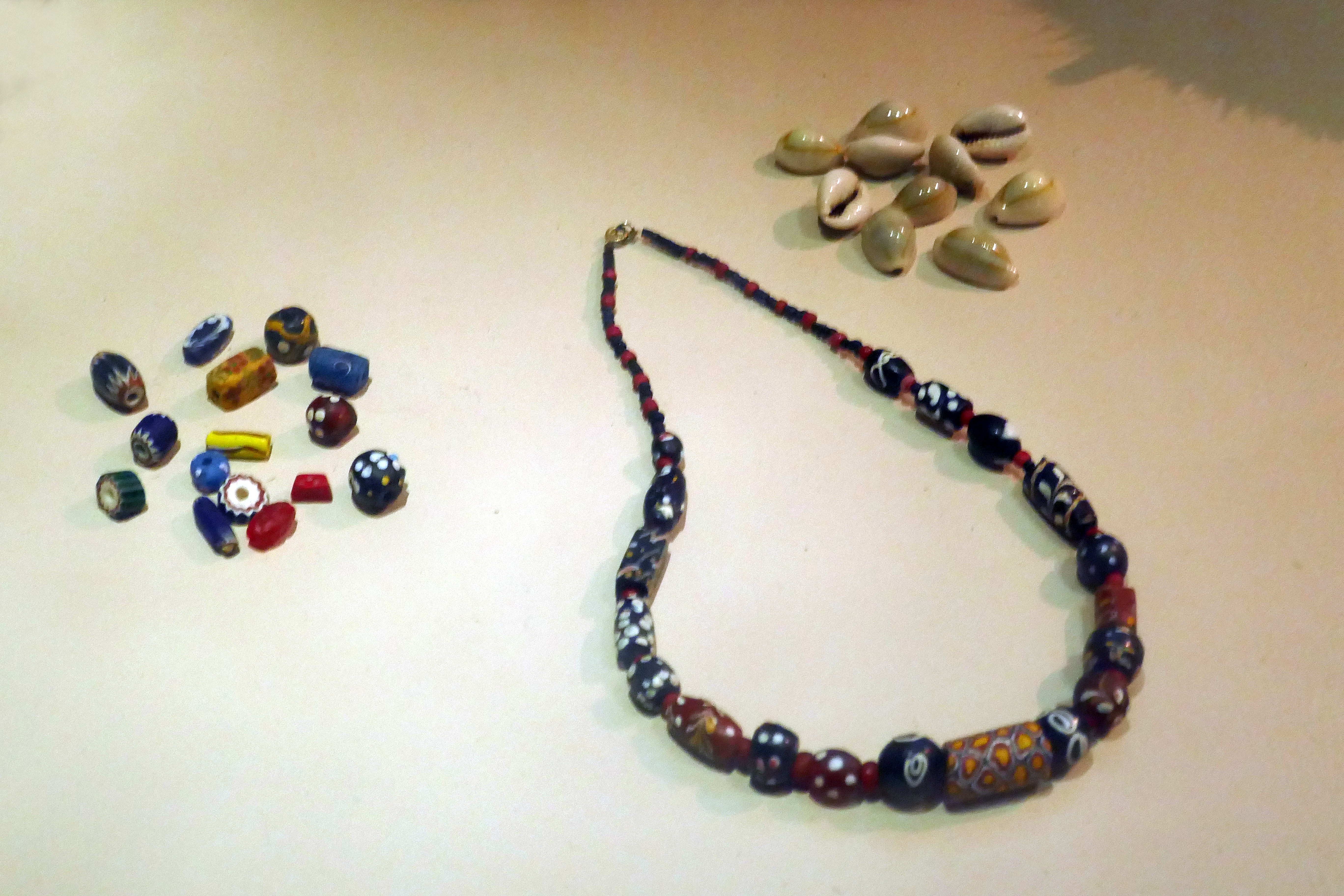
Dawny naszyjnik z pereł weneckich

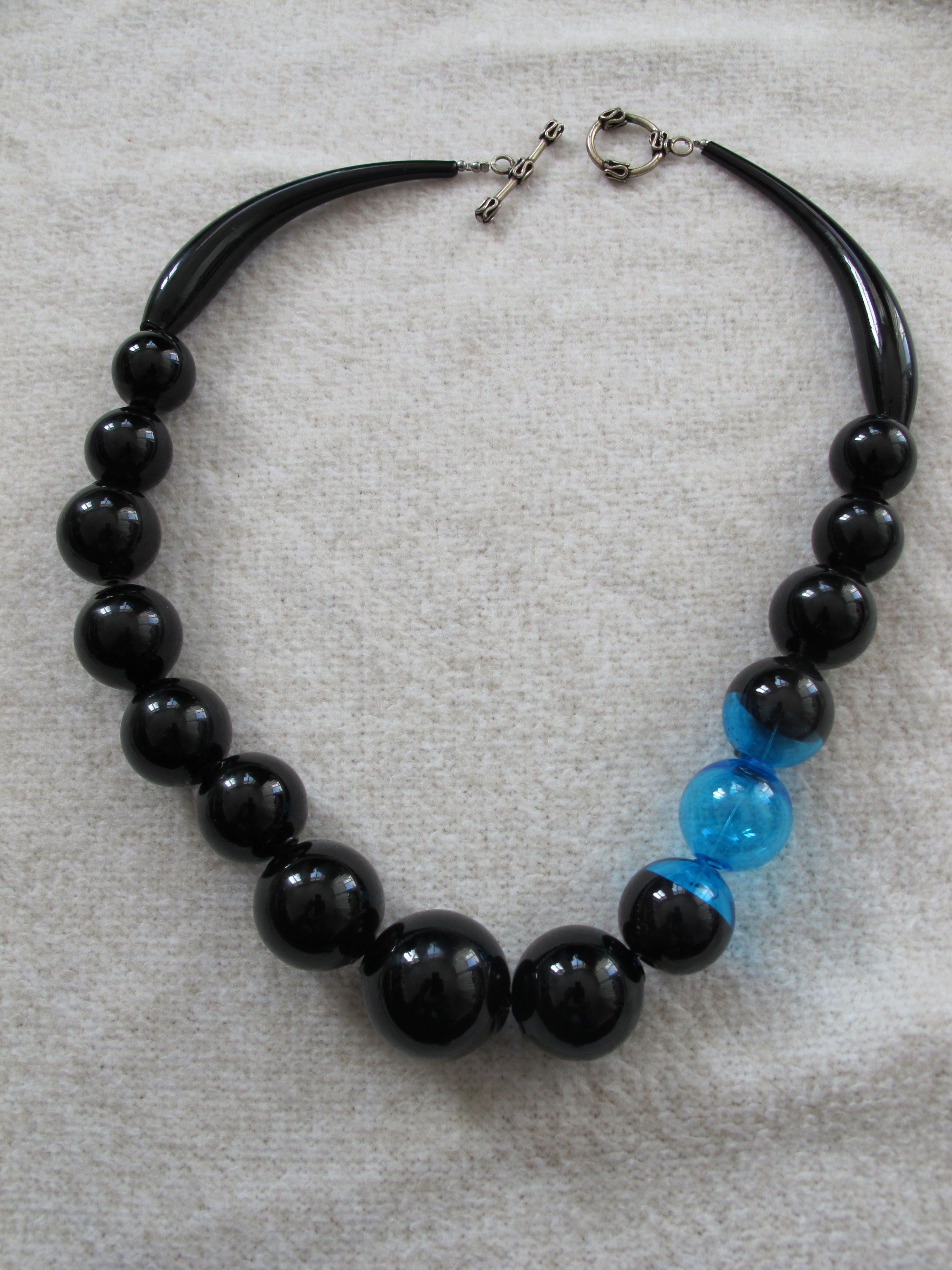
Nowoczesny naszyjnik ze szkła Murano

Produkcja szkła w Wenecji sięga odległych czasów. Być może pierwsi mistrzowie sztuki szklarskiej przybyli do Wenecji z Bizancjum. 
Najwcześniejsze dowody produkcji szkła na Murano pochodzą z VII do VIII wieku naszej ery. 
8 listopada 1291 roku władze miejskie Wenecji zadecydowały o przeniesieniu produkcji na przylegającą wyspę Murano, aby ochronić miasto przed ewentualnym pożarem. Odtąd Murano stało się centrum ręcznej produkcji szkła i szklanych korali. Tu też w XIII wieku zostały wykonane pierwsze dmuchane koraliki szklane. 
Produkcja koralików na dużą skalę rozpoczęła się na Murano w początkach XV wieku. W 1490 roku, aby zapewnić monopol, ustanowiono prawa, zgodnie z którymi cech szklarzy podlegał bezpośrednio Radzie Dziesięciu – najwyższemu organowi władzy Republiki Weneckiej. Przez kolejnych 50 lat szklarzom nie wolno było, pod groźbą kary śmierci, ujawniać sekretów produkcji ani opuszczać wyspy i zakładać własnej manufaktury gdzieś indziej. Pomimo tych obostrzeń prawnych wenecka technika wytwarzania szkła powoli i stopniowo przeniknęła do innych regionów Włoch.
Rzemieślnicy wytwarzający produkty szklane na Murano byli podzieleni na cztery kategorie: produkujących naczynia, lustra, instrumenty optyczne i koraliki. Rzemieślnicy zajmujący się wytwarzaniem korali tworzyli ozdobne koraliki dekorowane kwiatuszkami i listkami – utożsamiane z Wenecją, a także koraliki używane do wymiany towarowej (ang. trade-beads) – niezbędne w handlu z Afryką oraz koraliki do różańców, w które zaopatrywali prawie całą Europę. W 1764 roku dwadzieścia dwa piece na Murano były używane do produkcji wyłącznie koralików. Na tydzień wytwarzano ich ponad 44 000 funtów w ponad 562 różnych wzorach i niezliczonych dodatkowych wariantach.
Głównie z Wenecji/Murano pochodziły szklane koralki przywożone na oba kontynenty amerykańskie. Weneckie koraliki były jednym z głównych artykułów europejskiej wymiany handlowej po dokonaniu wielkich odkryć geograficznych przez żeglarzy w końcu XV wieku. Przede wszystkim koraliki typu chevron były używane zamiast pieniędzy w obrocie handlowym na kontynentach amerykańskich i w Afryce. Statki z ładunkami koralików z manufaktur weneckich przypływały do portów u wybrzeży Zachodniej Afryki w trakcie trwania ekspansji kolonialnej Afryki.
W Afryce wymieniano je za złoto, kamienie szlachetne, kość słoniową, olej palmowy i niewolników. Oferowano je również, by otrzymać od przywódców plemion pozwolenie na przekroczenie ich terytorium. Stały się tam symbolem zamożności i wysokiej pozycji społecznej, przy czym grupy etniczne i plemiona różniły się między sobą upodobaniami co do kolorów, wielkości i kształtów paciorków.
W 1860 roku została opracowana metoda formowania ścianek na koralikach, a tym samym nadawania im kształtu cztero-, pięcio-, sześcio- i ośmiobocznego.
Produkcja i eksport wzrastały od XV do końca XIX wieku.
W XVIII wieku na rynku zaczęły pojawiać się wyroby z innych krajów, głównie z Bohemii, które konkurowały z weneckim szkłem i prowadziły do spadku popytu. Do zaniku fabryk szkła na Murano przyczynił się także upadek znaczenia Republiki Weneckiej. Na początku XIX wieku na Murano działali spośród szklarzy praktycznie wyłącznie wytwórcy koralików. 
Według raportu z 1883 roku, wszystkie surowce ówcześnie wykorzystywane do produkcji szkła na Murano pochodziły z innych krajów: piasek z Dalmacji, soda z Anglii, a substancje barwiące głównie z Niemiec. W późniejszy raporcie, z 1917 roku, znalazła się informacja o imporcie piasku z Francji z Fontainebleau (ten rodzaj drobnego, białego piasku występował też w Norwegii, okolicach Rzymu i w Piemoncie). Do opalania pieców używano węgla, importowanego m.in. z Anglii.
Przed wybuchem I wojny światowej odlewnie szkła i manufaktury wciąż jeszcze zajmowały znaczną powierzchnię wyspy. W 1896 roku z Murano eksportowano drogą wodną koraliki do Afryki, Indii, Oceanii, Azji, Europy i obu Ameryk. Niektóre plemiona w Kongo i na terenie zachodnio-afrykańskich kolonii niemieckich używały koralików jako pieniędzy. Zapas gotowych koralików przechowywanych na wyspie wynosił 2 000 000 kilogramów. W 1917 roku wzrost cen surowców i węgla oraz trudności z zaopatrzeniem doprowadziły do znacznego zmniejszenia produkcji i zapasów. Nigdy jednak na Murano nie zaprzestano produkcji koralików, od kiedy została rozpoczęta, nawet w czasach kryzysu przemysłu szklarskiego, gdy produkcja innych przedmiotów ze szkła na wyspie prawie ustała.
Jeszcze w latach 50. XX wieku sami Zulusi importowali ponad 40 ton weneckich koralików rocznie.

## Współczesność

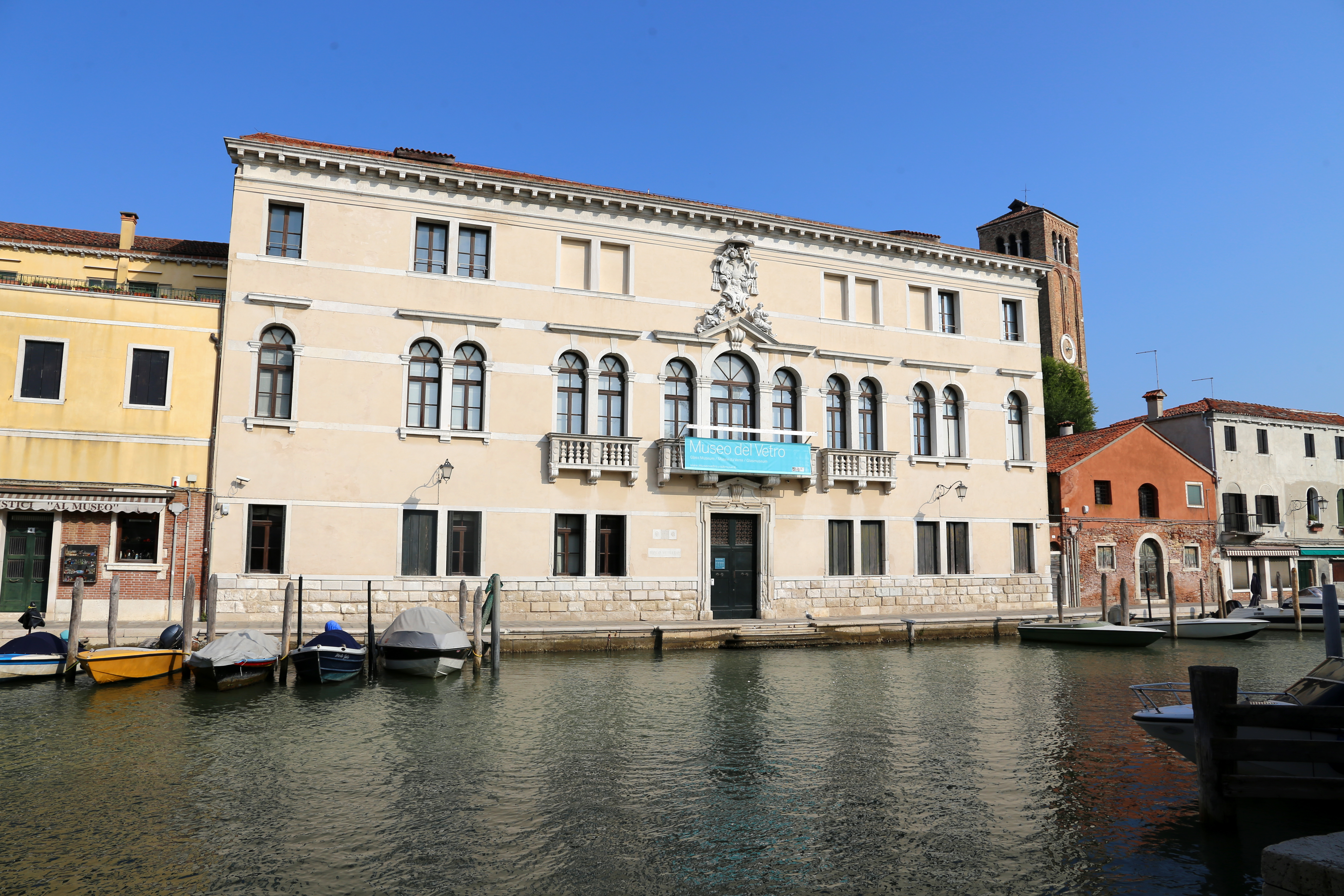
Budynek Museo del Vetro

Obecnie na wyspie Murano mieści się Museo del Vetro poświęcone artystycznym przedmiotom ze szkła, w tym koralikom. Działają również liczne sklepy oferujące wyroby szklane, niekoniecznie pochodzące z miejscowej manufaktury. W pobliżu niektórych sklepów znajdują się warsztaty mistrzów szklarskich wraz z piecami, gdzie oferowana jest możliwość zapoznania się z procesem produkcji drobnego szklanego przedmiotu. Przedmioty najwyższej jakości produkowane są jednak nadal za zamkniętymi drzwiami. Wiedza o wytwarzaniu pereł weneckich była i jest w dalszym ciągu przekazywana głównie nieformalnie, ustnie i podczas zajęć praktycznych w kręgu rodzinnym lub w indywidualnych i małych warsztatach.
Przy fabryce Ercole Moretti, istniejącej na Murano od 1911 roku i znanej z wysokiej jakości korali typu murrina millefiori, można (po wcześniejszym umówieniu się) zapoznać się z przyrządami i urządzeniami używanymi do produkcji korali, zobaczyć kolekcję dawnych ozdób afrykańskich wykonanych z weneckich korali oraz kolekcję fałszywych pereł imitujących te prawdziwe, wytwarzanych w latach 30. XX wieku wg ściśle tajnej receptury, której podstawowym składnikiem była essence d'Orient (opalizująca pasta z łusek dalekowschodnich ryb) rozpuszczona w celuloidzie.
Koraliki w weneckim stylu w dalszym ciągu wykonują też przedstawiciele grupy etnicznej Krobo z Ghany.
W 2010 roku poczta kanadyjska wydała znaczek z okazji 400-lecia historii Kanady, na którym widniały dwie monety i sznur korali chevron.

### Znak towarowy
Szklane perły wyprodukowane na Murano i w Wenecji mogą posiadać znak towarowy Vetro Artistico® Murano wraz z kodem identyfikacyjnym producenta, który oficjalnie gwarantuje ich weneckie pochodzenie i wykonanie tradycyjnymi technikami mistrzów szklarskich. Włoski znak prawny został ustanowiony w 1994 roku.

## Rola kobiet

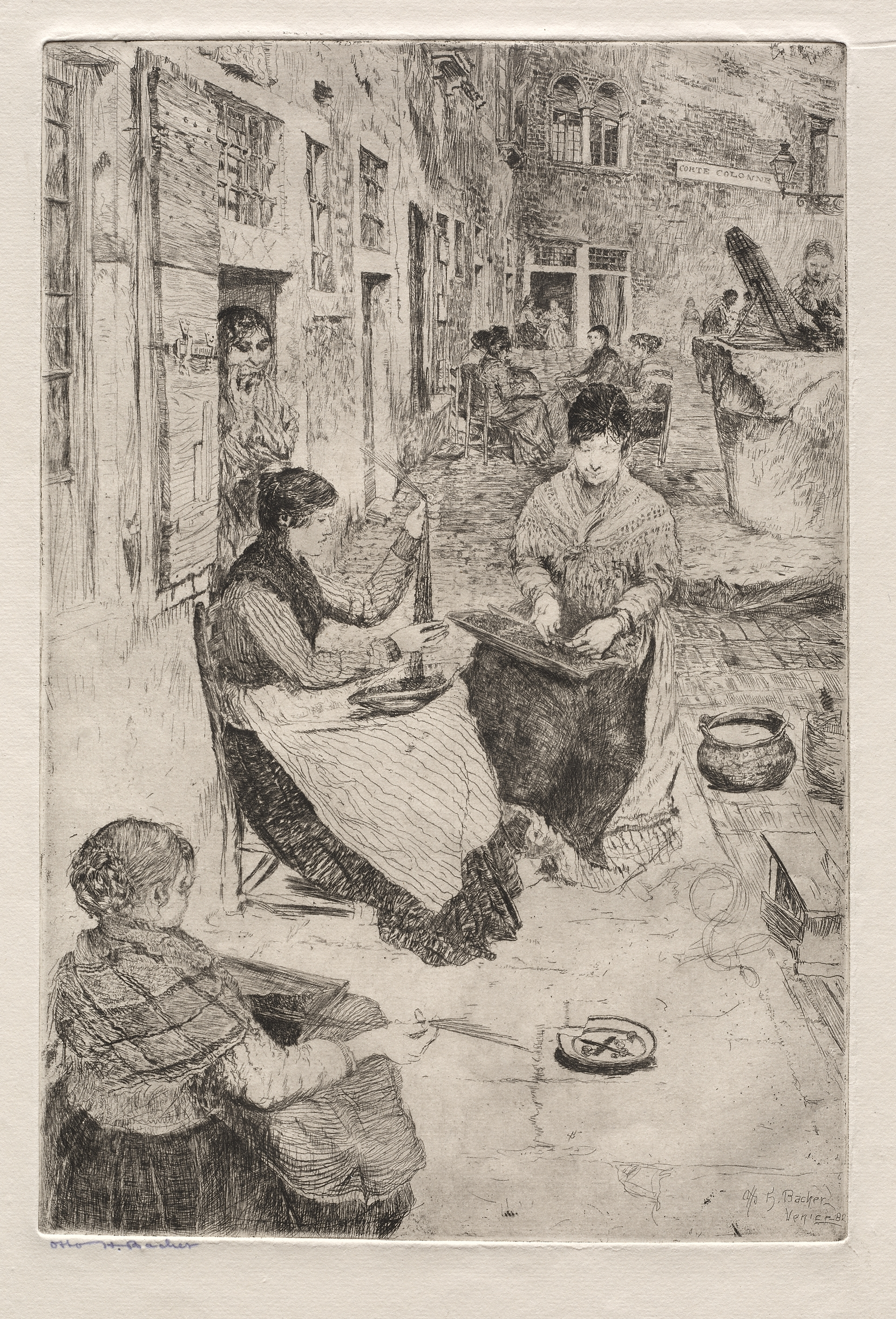
Kobiety nawlekające korale w Wenecji, 1882 rok

Ręcznym nawlekaniem drobnych koralików na nici zajmowały się weneckie kobiety i młode dziewczyny, pracujące w domach, które były nazywane impiraresse. Ich praca była żmudna, a wynagrodzenie za nią bardzo niskie. Za dzień pracy, który mógł liczyć nawet 14 godzin, można było kupić kilogram chleba. W ten sposób kobiety zamężne dorabiały do pensji męża.
Nierzadkim widokiem na ulicach Wenecji były grupy kobiet i dziewcząt siedzących wspólnie na krzesłach w cieniu. Każda z nich, z drewnianym naczyniem przypominającym z wyglądu tacę (wł. sessola), wypełnionym kilkoma kilogramami drobnych koralików, trzymanym na kolanach, zręcznie nawlekała korale na nici, jednocześnie przy tym plotkując lub śpiewając pieśni ludowe. W jednej ręce kobieta trzymała do 24 cienkich długich igieł z otworem na nitkę, podobnie jak w przypadku igły do szycia. Igły ułożone w formie wachlarza były wpychane do naczynia z luźnymi koralikami, póki koraliki nie pokryły prawie całej długości każdej igły, po czym przesuwano je na doczepione do igieł bawełniane nici. Następnie układano igły ręcznie na kształt rozłożonego ogona pawia i ponownie nabierano na nie luźne koraliki z naczynia. Ponawlekane na nici koraliki były łączone w pęczki o określonej liczbie nici i pakowane do pudełek, co czyniło je gotowymi do transportu. Kobiety i dziewczęta siedzące na zewnątrz domów i nawlekające przez cały dzień koraliki można było spotkać w Wenecji jeszcze w pierwszej połowie XX wieku. 
Podczas gdy operowanie piecami i produkowanie szklanych przedmiotów było domeną mężczyzn, w wytwarzaniu koralików brały udział miejscowe kobiety i to nie tylko te pochodzące z rodzin, w których mężczyźni trudnili się tym zajęciem.
Współcześnie tylko niewielka liczba weneckich kobiet zajmuje się profesjonalnym nawlekaniem korali oraz wykonywaniem z nich ozdób (kwiatów, torebek, naszyjników) poprzez nawlekanie ich na metalową linkę, której można nadać kształt. Podjęto działania mające na celu przekazanie know-how przyszłym pokoleniom.

## Produkcja

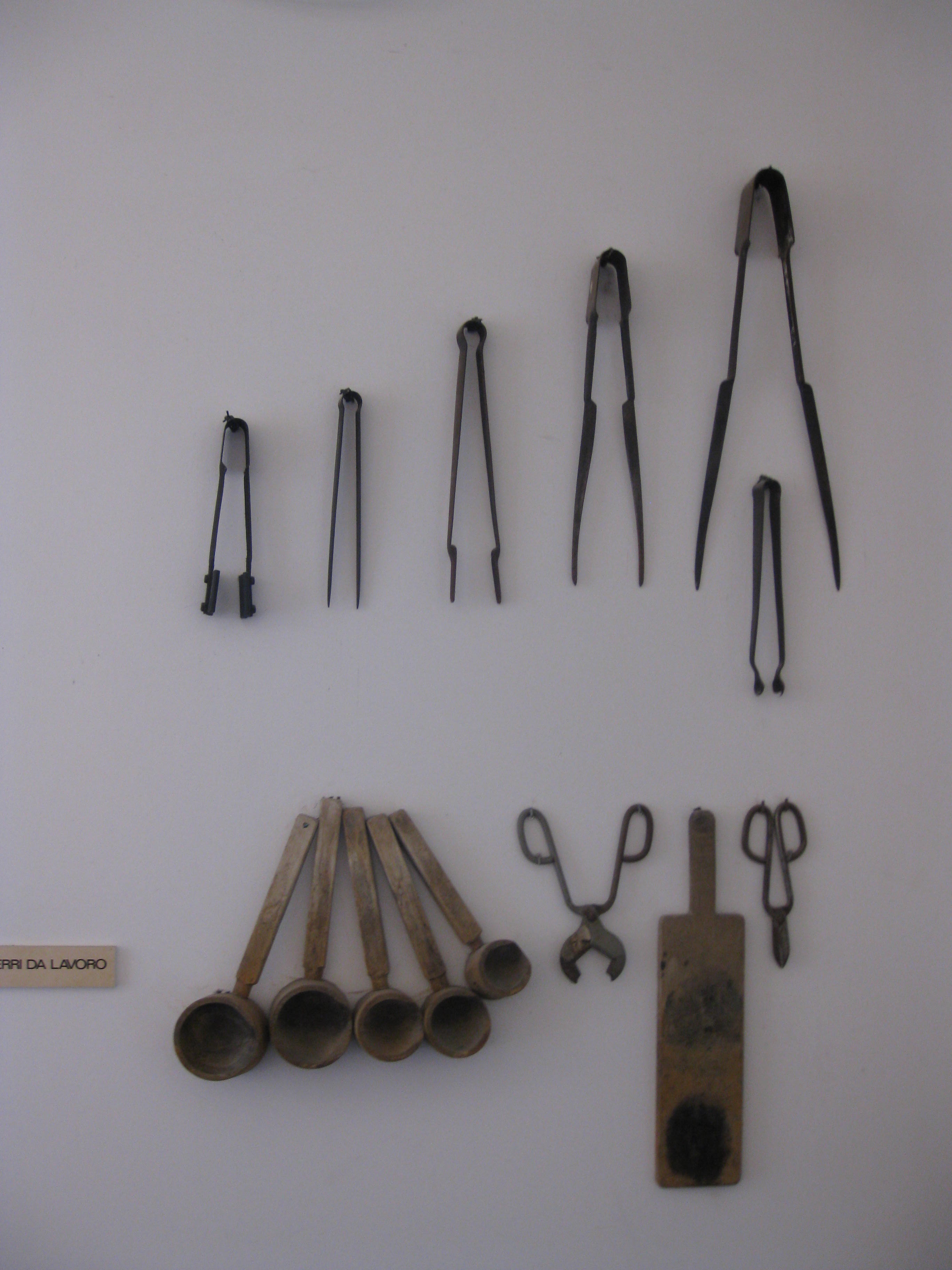
Narzędzia do wytwarzania przedmiotów ze szkła

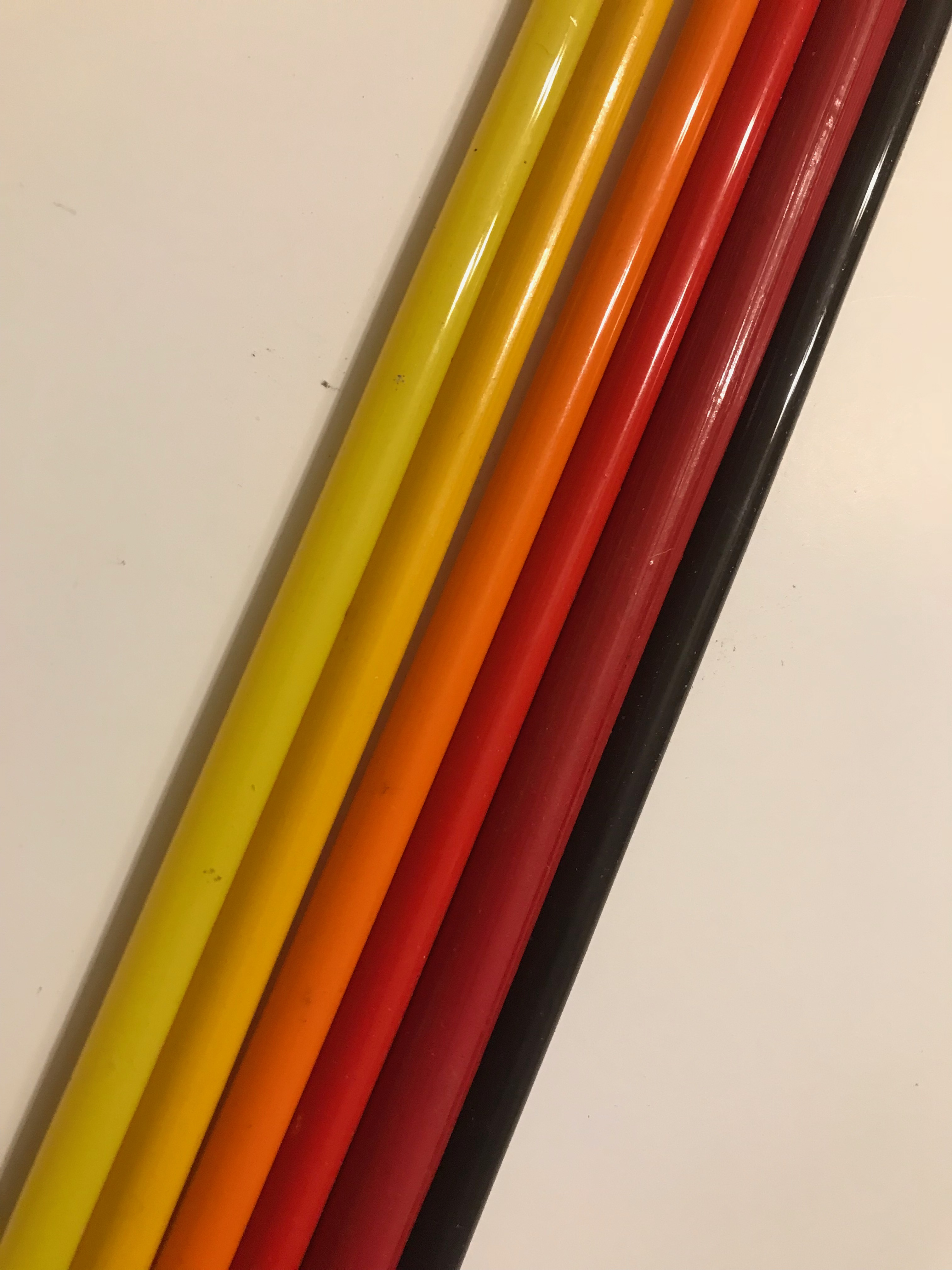
Szklane pręty barwione związkami kadmu

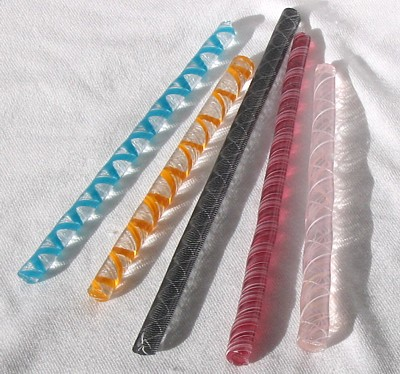
Pręty szklane o skomplikowanym wewnętrznym wzorze

W uproszczeniu można wyróżnić trzy główne etapy produkcji weneckich szklanych koralików:
- skompletowanie surowców do produkcji szkła i wyprodukowanie szkła na Murano przez stopienie surowców w specjalnym piecu w temperaturze powyżej 1000°C według przepisu, który jest mniej lub bardziej sekretny;
- zrobienie ze szkła dwóch rodzajów szklanych prętów: masywnych lub pustych w środku (w celu przygotowania otworu, który będzie przebiegał przez pręt masa szklana jest „bańkowana”; ten jest etap pomijany w przypadku produkowania masywnych prętów szklanych);
- wytworzenie koralików z prętów szklanych.

### Techniki
Ze względu na technikę wytwarzania weneckie szklane koraliki można podzielić na dwie kategorie: koraliki „ciągnione” i koraliki „nawijane” czyli perły lampowe. W obu przypadkach do ich zrobienia używa się gotowych prętów szklanych, odpowiednio pustych w środku lub masywnych. Dodatkową kategorię stanowią koraliki ze szkła dmuchanego.
- Koraliki „ciągnione” (conteria i chevron)

Pierwsza kategoria koralików była robiona przez pocięcie na kawałki ostudzonych, cienkich prętów szklanych pustych w środku na całej długości, uprzednio wydmuchanych i uformowanych z porcji gorącego szkła. Następnie zaokrąglano ich końce w procesie ponownego ogrzewania. Gotowe koraliki sortowano według wielkości. W ten sposób produkowano bardzo drobne koraliki (conteria). Stosując znacznie bardziej skomplikowaną odmianę tej techniki wytwarzano niebiesko-biało-czerwone koraliki nazywane chevron lub rosetta. Niegdyś drobne koraliki i korale chevron były produkowane w wielkiej ilości na Murano, lecz obecnie nie są już wytwarzane z powodu wysokich kosztów.
- Koraliki „nawijane” czyli perły lampowe (perla a lume)

Perły lampowe są w dalszym ciągu wytwarzane zarówno na Murano, jak i w historycznym centrum Wenecji. Otrzymuje się je przez nawijanie stopionego szkła z prętów szklanych o zwartej masie wokół metalowego drutu (trzpień) trzymanego w ręce. Drut pokrywa się uprzednio specjalną pastą antyadhezyjną lub w przypadku drutu z miedzi rozpuszcza się go w kwasie po ukończeniu koralika. Perły lampowe mogą mieć najróżniejsze kształty i kolory. 
- Koraliki dmuchane (perla soffiata)

Mistrz szklarski „wydmuchuje” z porcji roztopionego szkła, wyjętej z pieca, koralik pożądanej wielkości za pomocą narzędzia przypominającego metalową słomkę. Wytwarzanie jest trudne, a powstałe koraliki są bardzo delikatne. Dmuchanie jest jedną z najstarszych metod otrzymywania różnych produktów ze szkła.

### Barwienie
Koraliki weneckie zawdzięczają swoje kolory wyłącznie minerałom (związkom chemicznym) dodawanym do szkła podczas procesu produkcji (nie są malowane po powierzchni). Formuły związków do barwienia szkła były okryte tajemnicą. Cały czas opracowywane są nowe kolory, odcienie i kombinacje. Przykłady minerałów stosowanych do barwienia szklanych koralików: tlenki kobaltu, chromu i uranu (nieznane w starożytności), związki manganu, miedź, żelazo, cynk, arsen, antymon, srebro, złoto, minia czy połączenia z kobaltem do barwienia na niebiesko. Kobalt i miedź były używane do barwienia szkła już w starożytności. Podobnie jak srebro dające żółto-złoty kolor i złoto barwiące szkło na rubinowo.

## Rodzaje
Wśród weneckich koralików można wyróżnić następujące rodzaje: koraliki drobne conterie, koraliki chevron (inaczej perle rosetta) i perły lampowe, do których należą m.in.: millefiori, fiorato, sommerso i schietto.

### Korale drobne

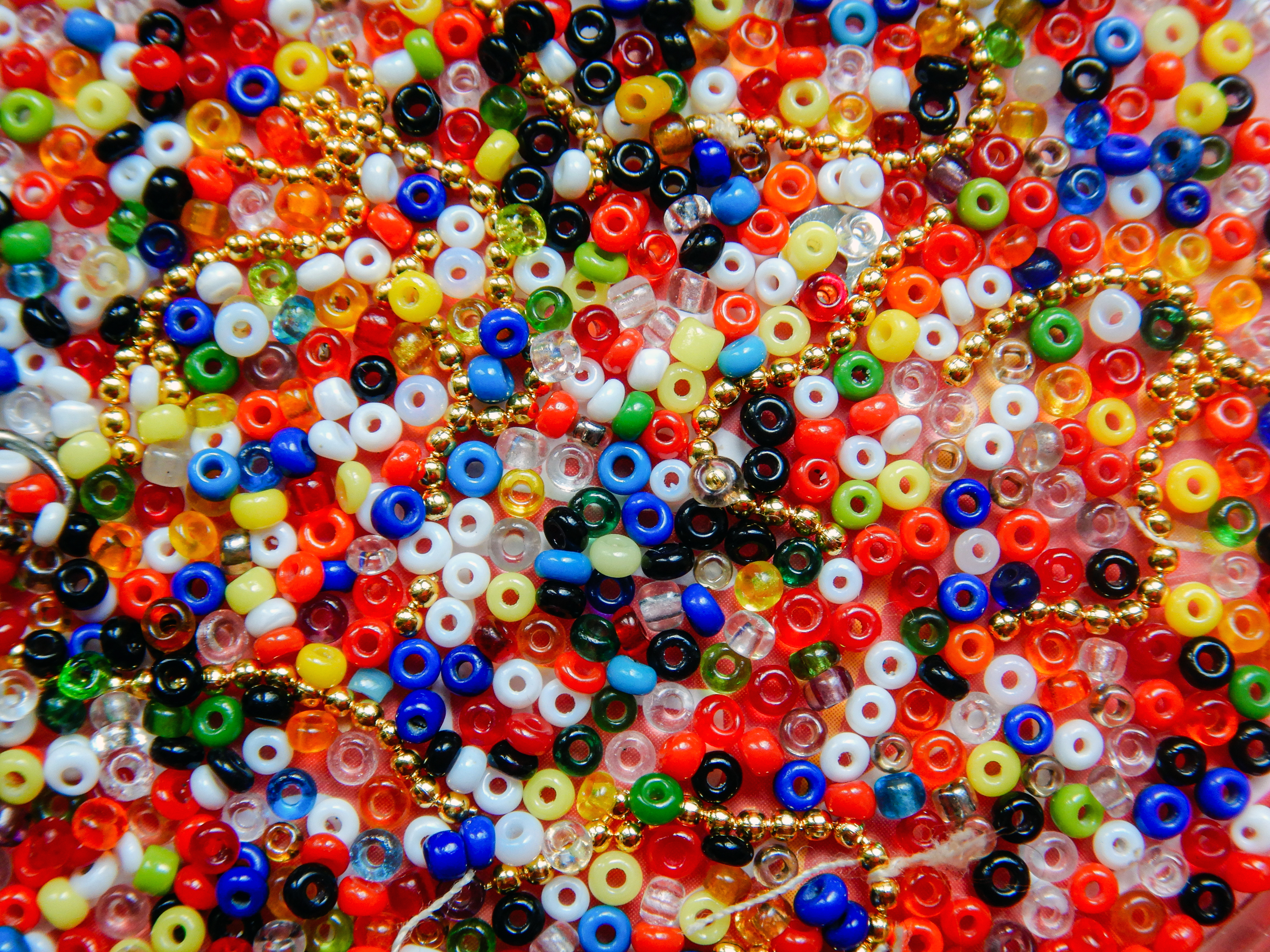
Koraliki drobne

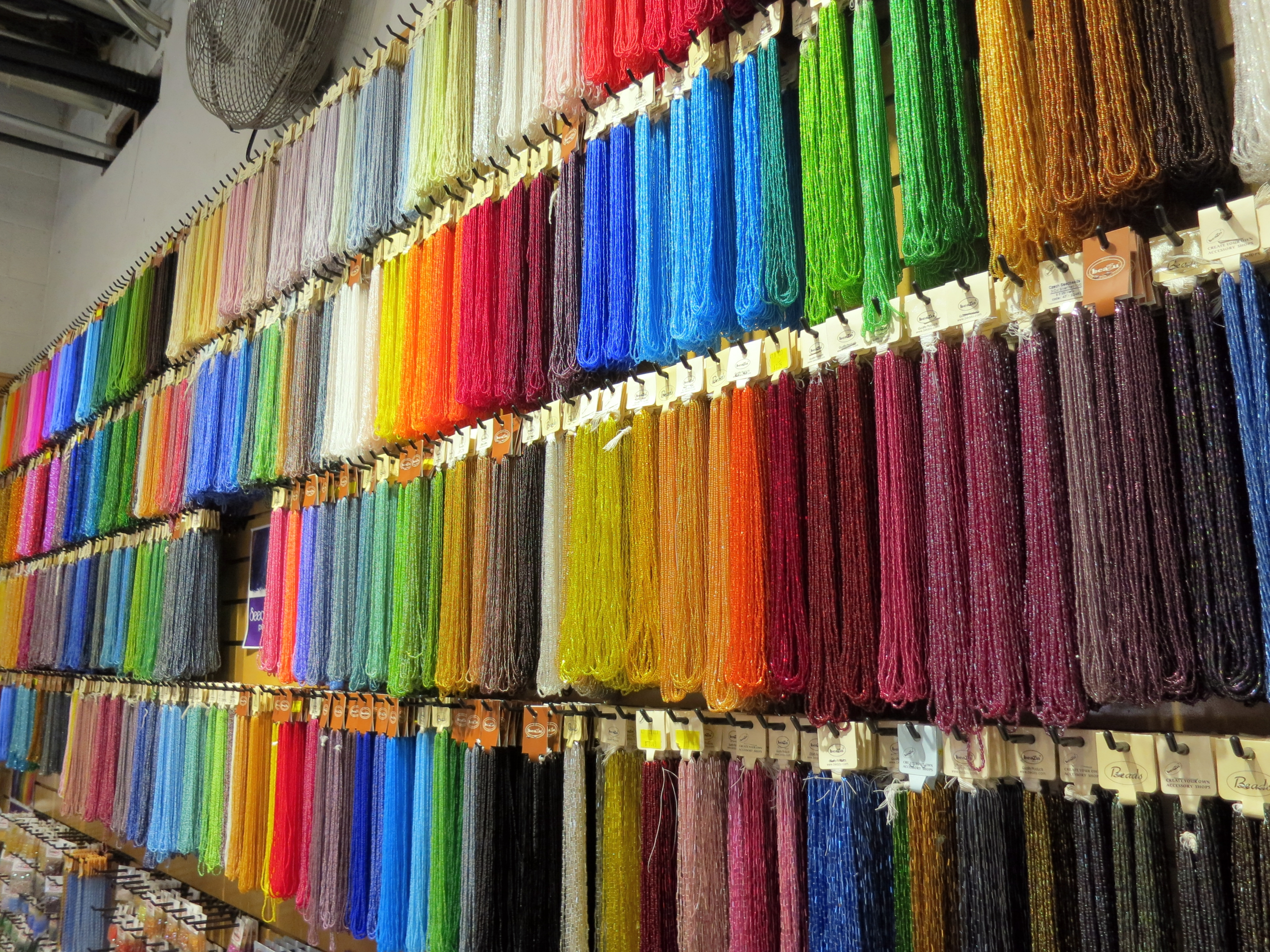
Sznury drobnych koralików w różnych kolorach

W języku włoskim określane jako conterie (perle conterie veneziane/le perline di conteria) mają długość jednego lub dwóch milimetrów. Ich istnienie udokumentowano na XIV wiek. Są to bardzo drobne monochromatyczne (w jednej barwie) koraliki, wykorzystywane nie tylko do robienia naszyjników, ale także do haftowania, tworzenia kompozycji kwiatowych, ozdabiania ubrań i torebek. Pod koniec lat 80. XX wieku zaprzestano ich produkcji na Murano, lecz wiele magazynów w dalszym ciągu ma je na składzie, podobnie jak zagraniczne hurtownie, które zaopatrzyły się na zapas. Od lat 90. XX wzrosła przemysłowa produkcja drobnych koralików w innych krajach, które zastąpiły oryginalne weneckie drobne koraliki m.in. w sklepach pamiątkarskich na Murano.
Drobne jednokolorowe koraliki produkowało się na Murano maszynowo z pustych w środku rurek szklanych, powstałych przez wyciągnięcie z gorącej masy szklanej prętów pustych w środku. Najpierw te długie pręty były cięte lub łamane na krótsze odcinki o długości 1 jarda (nieco mniej niż 1 metr), po czym były sortowane według średnicy. Następnie laski szklane o tej samej średnicy były cięte na drobne kawałki o długości odpowiadającej mniej więcej średnicy. Po tym procesie następowało usunięcie szklanego pyłu. Otrzymane kawałki szkła miały ostre brzegi. Ich powierzchnia była wygładzana, a brzegi zaokrąglone w obracającym się i podgrzewanym tyglu wraz z mieszaniną węgla drzewnego, wapna i piasku morskiego znad Adriatyku w ilości 4 do 5 razy większej od wagi koralików. W wyniku tej procedury koraliki stawały się kuliste. Po schłodzeniu piasek i inne pozostałości po tym procesie były usuwane. W kolejnym etapie koraliki były polerowane w obrotowych bębnach przy użyciu otrębów pszennych. Gładkie koraliki były mechanicznie sortowane według ich wielkości. Następowała kontrola perforacji, mechaniczna lub ręczna podczas nawlekania na nić, podczas której oddzielane były koraliki bez dziurki, ze zbyt małą dziurką lub z dziurką złej jakości. Po nanizaniu na nitkę, w odpowiedniej ilości, koraliki były pakowane do wysyłki.

### Rosette(Chevron)
Rosette lub perla rosetta albo chevron jest tradycyjnym weneckim koralikiem wytwarzanym techniką ciągnięcia z pustych w środku szklanych prętów z wielowarstwowym motywem zwykle dwunastoramiennej gwiazdy (płatków) wewnątrz, utrzymanej w trzech kolorach, najczęściej czerwonym (ceglastym), niebieskim i białym o tej samej kolejności ułożenia. Pierwsza wewnętrzna warstwa była zawsze biała, a druga i ostatnia niebieska.
Najstarsze modele składały się z siedmiu warstw. W modelach XIX- i XX-wiecznych występowało sześć lub tylko cztery warstwy. 
Gwiaździste rozłożenie kolorów przypomina stylizowaną różę/rozetę. Szklana laska jest cięta na cylindry o wielkości od kilku milimetrów do trzech, czterech centymetrów. Cylindry te są szlifowane aż do uzyskania charakterystycznego beczkowatego kształtu, ale mogą też mieć kształt zaokrąglony czy wydłużony. 
Koralik znany jest na świecie głównie pod nazwą chevron. 
Ten rodzaj koralika został wymyślony w XV wieku przez Mariettę Barovier, córkę słynnego mistrza szklarskiego Angelo Baroviera. Marietta po raz pierwszy użyła określenia rosetta, skojarzywszy wzór laski szklanej z różą.
Chevron był głównym rodzajem weneckich koralików używanym do wymiany handlowej Europy z Afryką, obydwoma kontynentami amerykańskimi i Indiami. W Afryce Zachodniej był używany w tym celu aż do początku XX wieku. W celach handlowych nawlekano po 100 korali na bawełniane nici. W języku Hausańczyków koraliki chevron są nazywane Bakim-Mutum. Niektóre zachodnioafrykańskie plemiona wierzyły, że te korale miały niezwykłą moc. Były symbolami plemiennego przywództwa lub władzy królewskiej, a także talizmanami czarowników-uzdrowicieli. Przez długi czas handlarze podtrzymywali wiarę, że koraliki chevron rosły w saharyjskim piasku. Rzeczywiście, dawne egzemplarze są odnajdywane podczas prac wykopaliskowych w Afryce, lecz wynika to z faktu chowania po śmierci czołowych plemiennych przedstawicieli razem z osobistą biżuterią. Także poza Afryką korale chevron były doceniane przez osoby zajmujące wysokie pozycje w hierarchii społecznej, dlatego archeolodzy odnajdują je na całym świecie.  
Koralików chevron już nie produkuje się w Wenecji czy na Murano, lecz w innych krajach można spotkać jego współczesne imitacje.

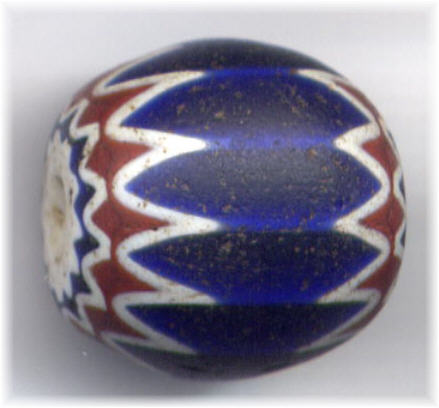
Wenecki koralik chevron
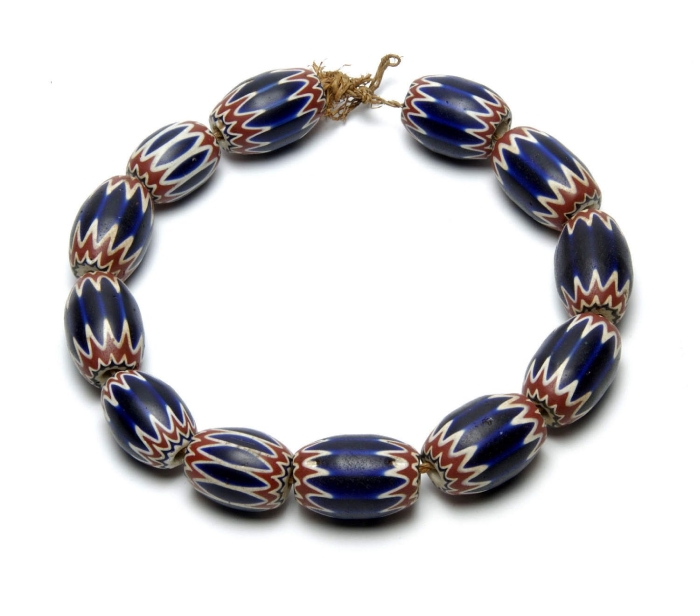
Naszyjnik z Kamerunu sprzed 1964
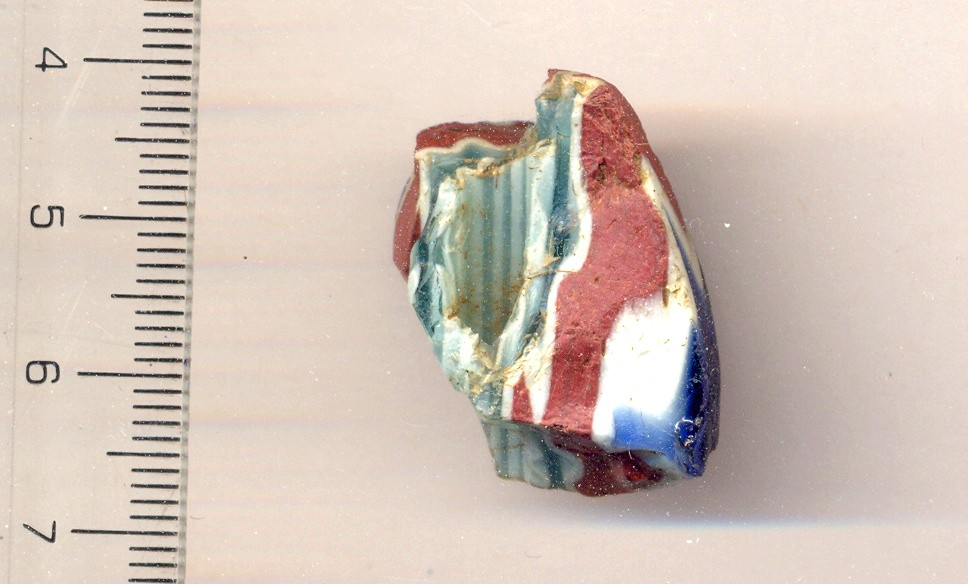
Fragment przełamanego
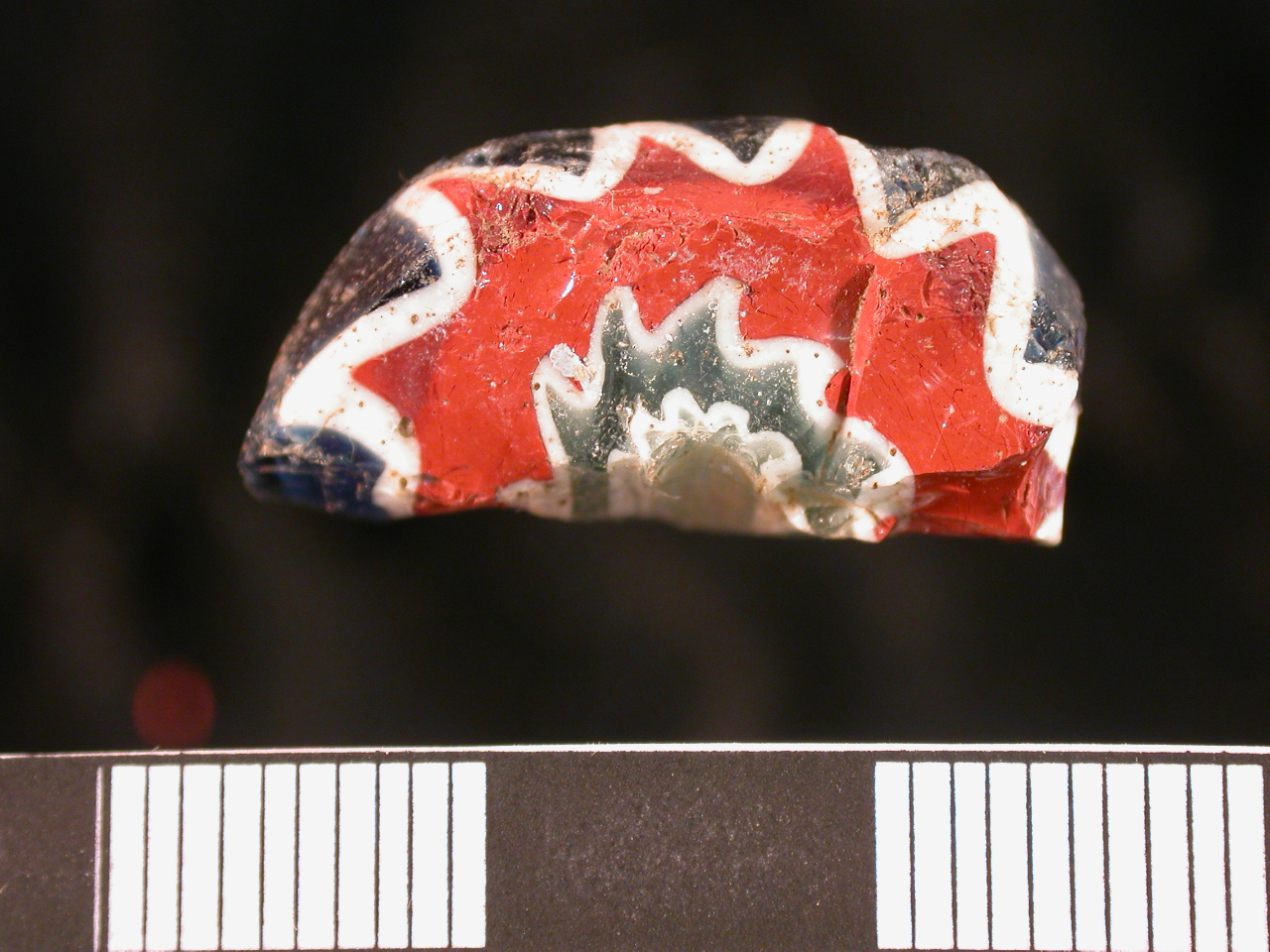
Przekrój – widoczne 7 warstw
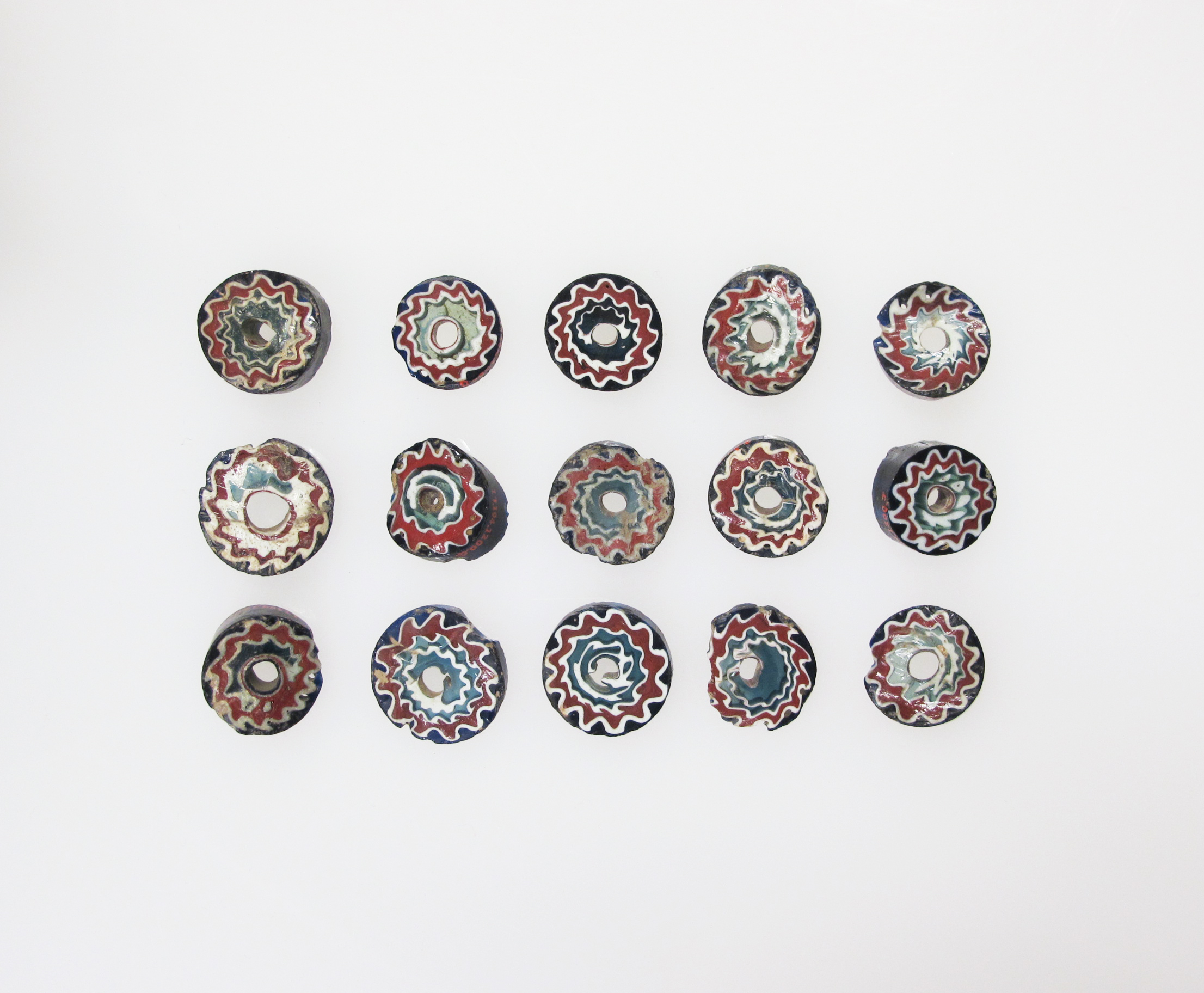
Różne wewnętrzne gwiaździste wzory
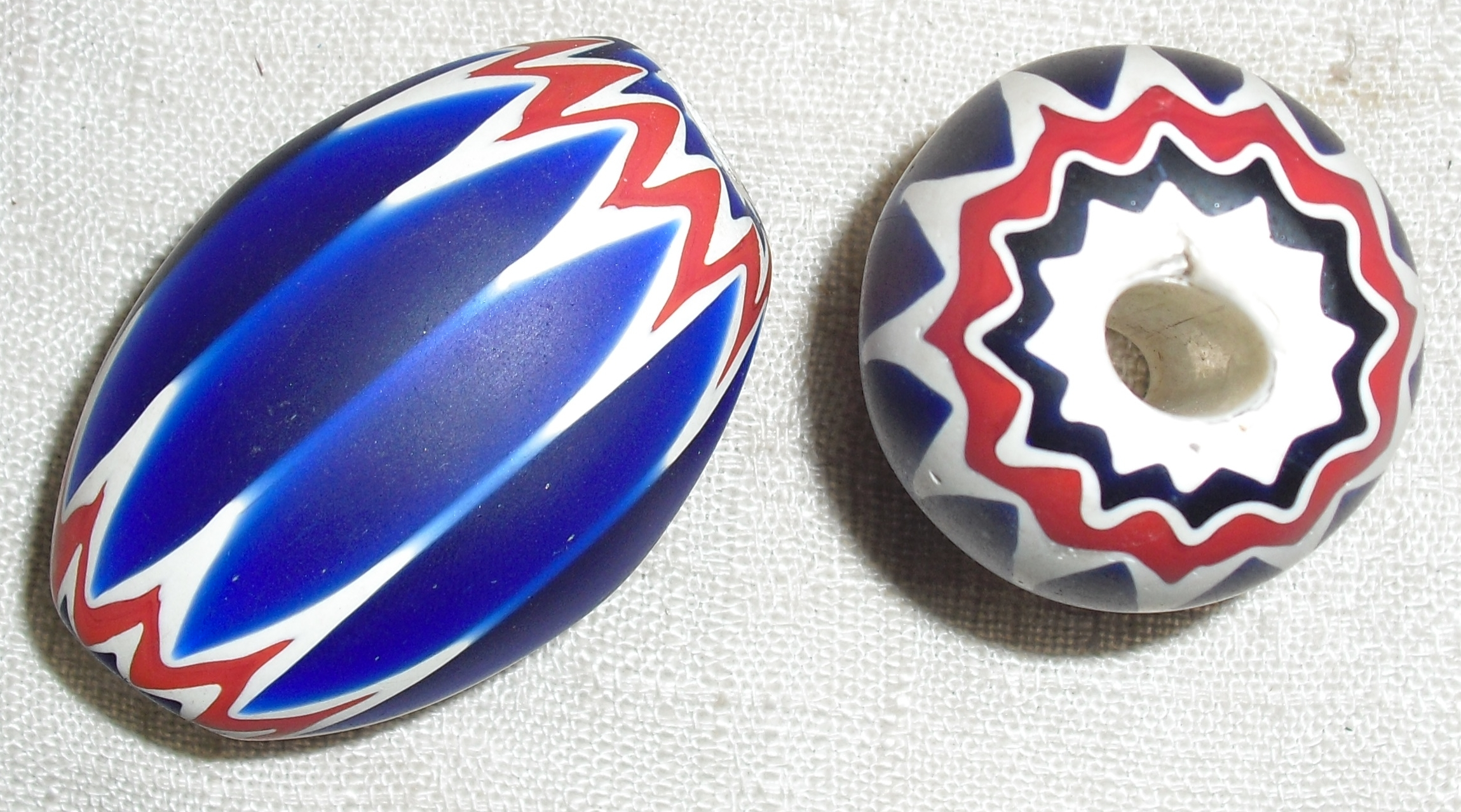
Współczesna imitacja z Ghany
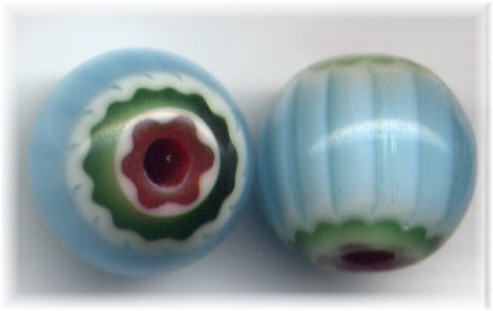
Imitacja z Chin

W procesie ich wytwarzania konieczna jest współpraca kilku osób, z których każda ma do wykonania odpowiednie czynności. W piecu trzeba zawczasu przygotować w tyglach szkło o niezbędnych kolorach. Najpierw bryle białego szkła pobranej z pieca za pomocą piszczeli hutniczej nadaje się  kształt cylindryczny za pomocą narzędzi i rolowania po powierzchni płyty wykonanej z brązu, po czym w powstałej cylindrycznej porcji szkła wykonuje się specjalnymi szczypcami lub przez delikatne dmuchanie do piszczeli otwór. Ten otwór będzie później po rozciągnięciu otworem na przeciągnięcie sznurka w perle. W trakcie nanoszenia kolejnych warstw szkła, należy zwracać uwagę, by wykonany otwór nie został wypełniony półpłynnym szkłem lub nie zamknął się. Szklany cylinder z otworem zanurza się z kolei w tyglu z ciemnoniebieskim szkłem, po czym umieszcza w formie o kształcie dwunasto-ramiennej gwiazdy, aby ten właśnie kształt nadać szkłu. Czynności zanurzania w tyglu z innym kolorem szkła i formowania wzoru gwiazdy przez umieszczenie w gwiaździstej formie są powtarzane, przynajmniej trzykrotnie, używając szkła o kolorze białym, ceglastoczerwonym i białym. Ostatnia nakładana warstwa jest zawsze ze szkła o kolorze ciemnoniebieskim, już bez dociskania w formie, w ten sposób gwiaździsty wzór zostaje wypełniony szkłem i powstaje gładka zewnętrzna powłoka, po tym etapie ostrożnie formuje się wałek. Następnie wałek na końcach zostaje umocowany między dwoma żelaznymi prętami z drewnianymi uchwytami do trzymania w rękach, z równoczesnym zamknięciem otworu i dwóch szklarzy idąc w przeciwnych kierunkach, rozciąga gorący wałek na długość, aż do otrzymania pożądanej grubości, która waha się od kilku milimetrów do kilku centymetrów. Jednocześnie ulega rozciągnięciu wewnętrzny otwór, bańka powietrza, która tworzyć będzie perforację na nitkę w koralikach. Rozciągnięty wałek, będący rodzajem „rury o grubej ścianie”, kładzie się na drewnianych listwach na podłodze, aby uległ schłodzeniu. Kolejnym etapem jest pocięcie rozciągniętego cylindra na kawałki o długości około jednego metra. Te jednometrowe kawałki są używane do produkcji koralików. W tym celu rurkę szklaną tnie się na odcinki odpowiadające mniej więcej wielkości korali. Te kawałki poddaje się szlifowaniu, najczęściej do kształtu beczkowatego, podczas którego zostaje usunięta część szkła z powierzchni, głównie na obu końcach, odsłaniając wewnętrzny gwiaździsty wzór również po zewnętrznej stronie koralika. Małe koraliki są ścierane mechanicznie w tumblerze z gorącym piaskiem jako materiałem ściernym. Dużym koralikom kształt nadawany jest ręcznie, używając do tego celu narzędzia ściernego. Ostatnim etapem jest szlifowanie powierzchni do gładkości i polerowanie.
Proces wytwarzania korali chevron jest więc czasochłonny i pracochłonny: nałożonych zostaje 4 do 7 warstw szkła o kształcie 12-ramiennej gwiazdy, choć znane są korale o 8 czy nawet 12 warstwach. Korale różnią się między sobą grubością i wyglądem nadawanym przez szlifowanie, prawie każdy jest nieco inny z wyglądu.

### Perły lampowe
Perły lampowe (perle a lume) mogą być w najróżniejszych kolorach, kształtach i wielkościach. Są dekorowane szklanymi ornamentami, np. pasmami i zawijasami ze szkła awenturynowego, kawałkami murrina, kropkami z szkła innego koloru itp. Proces ich wytwarzania nosi nazwę obróbki lampowej (palnikowej). Artysta-szklarz wytwarzający perły nazywał się perlèr w przypadku, gdy był mężczyzną i perlera w przypadku kobiety. Do najbardziej znanych „klasycznych” weneckich pereł lampowych należą koraliki typu: fiorate, millefiori i sommerse.

#### Perła lampowafiorato

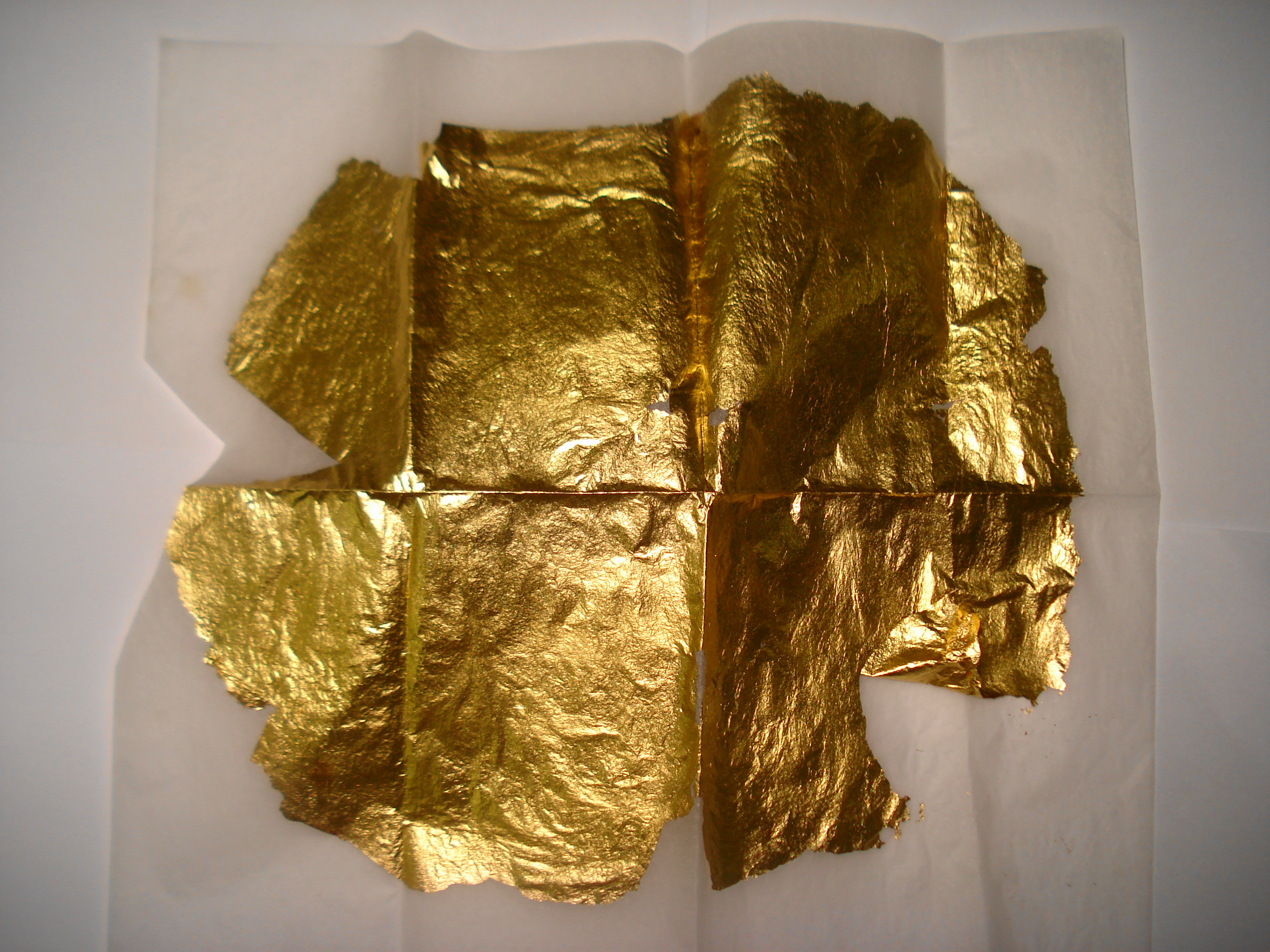
Złota folia

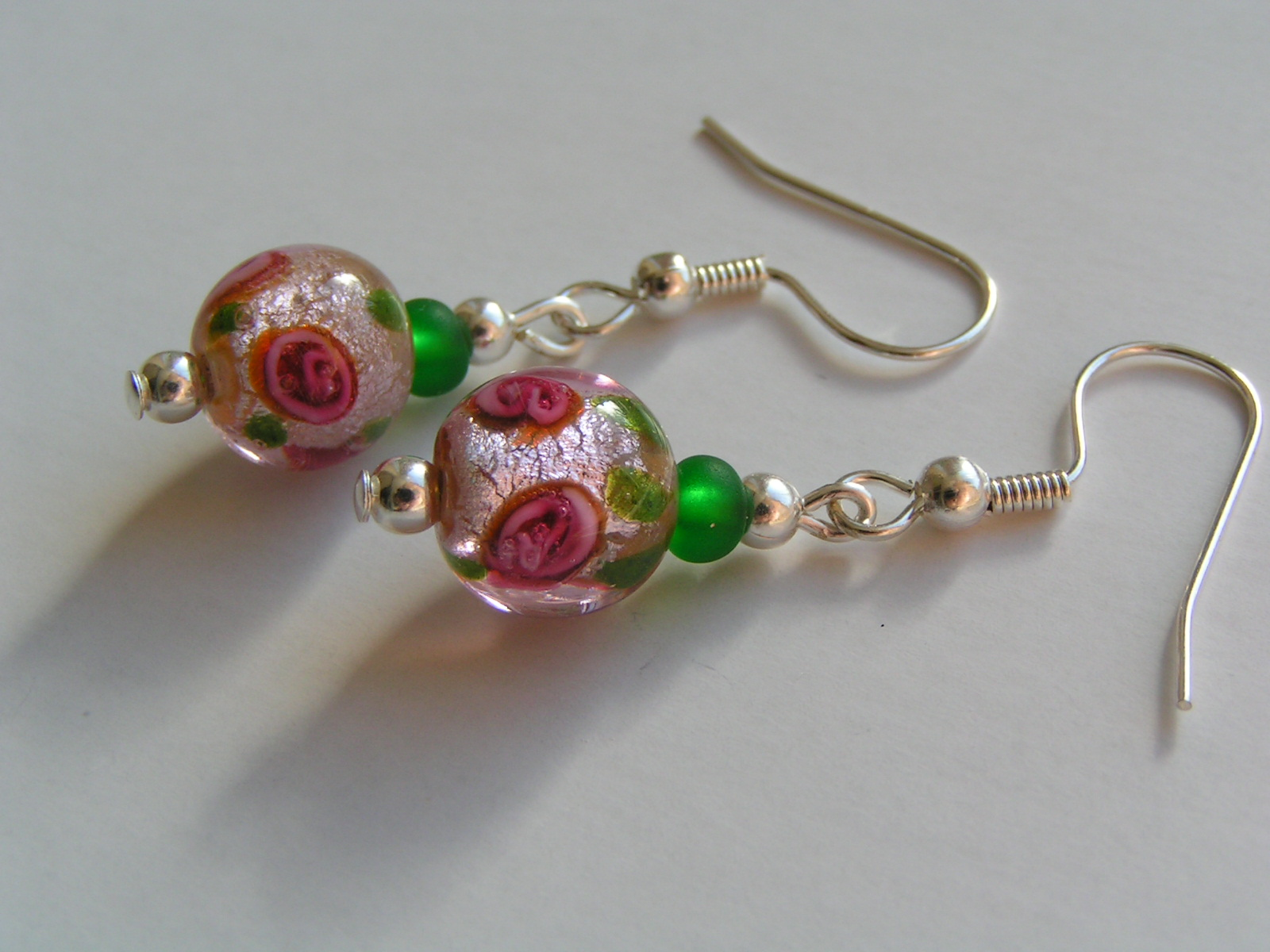
Kolczyki z perłami w stylu fiorato

Koralik fiorato jest przykładem tzw. perły lampowej. Ten nieprzejrzysty koralik wytwarza się ręcznie, po jednym na raz, przez owijanie stopionego gorącego szkła wokół miedzianego drutu aż do uzyskania całkiem sporej kulki. 
Otwór w koraliku do nizania otrzymuje się po usunięciu z niego miedzianego drutu przez rozpuszczenie miedzianego pręcika w kwasie azotowym. 
Powstały koralik jest dekorowany przez nakładanie na jego powierzchnię trzech rodzajów ozdób w następującej kolejności:
- wstęgi ze szkła awenturynowego dającego złoty połysk, która może zostać zastąpiona bardzo cienką złotą folią nałożoną bezpośrednio na powierzchnię – wtedy taki rodzaj tego koralika nazywany jest dogaressa,
- zawijasów czyli wąskich ruloników ze szkła mających postać pętelek lub zygzaków dookoła koralika,
- kwiatowych detali np. pączków róż w kolorze najczęściej różowym lub niezapominajek jako niebiesko-białych kropek z żółtym środkiem.

W języku angielskim weneckie koraliki fiorate nazywane są wedding cake beads czyli „koralikami tortu ślubnego”. Najprawdopodobniej dlatego, że z wyglądu przypominają dekoracje umieszczane na torcie weselnym, a także bukiet w stylu biedermeier trzymany w ręce przez pannę młodą.
Naszyjnik złożony pereł lampowych, z których każda jest inna w kolorze i stylu, lecz pasujących do siebie, nazywany jest tutti frutti. W naszyjnikach perły lampowe fiorato są też łączone razem z tybetańskimi srebrnymi koralikami lub kryształowymi koralikami od Swarovskiego.
Koraliki fiorato są podrabiane i sprzedawane za frakcję ceny oryginalnych weneckich koralików. Obecność białego osadu dookoła dziurek koralików świadczy, że nie zostały wykonane tradycyjną wenecką metodą, lecz zrobione po kilka na pręcie stalowym.

#### Perła lampowamillefiori

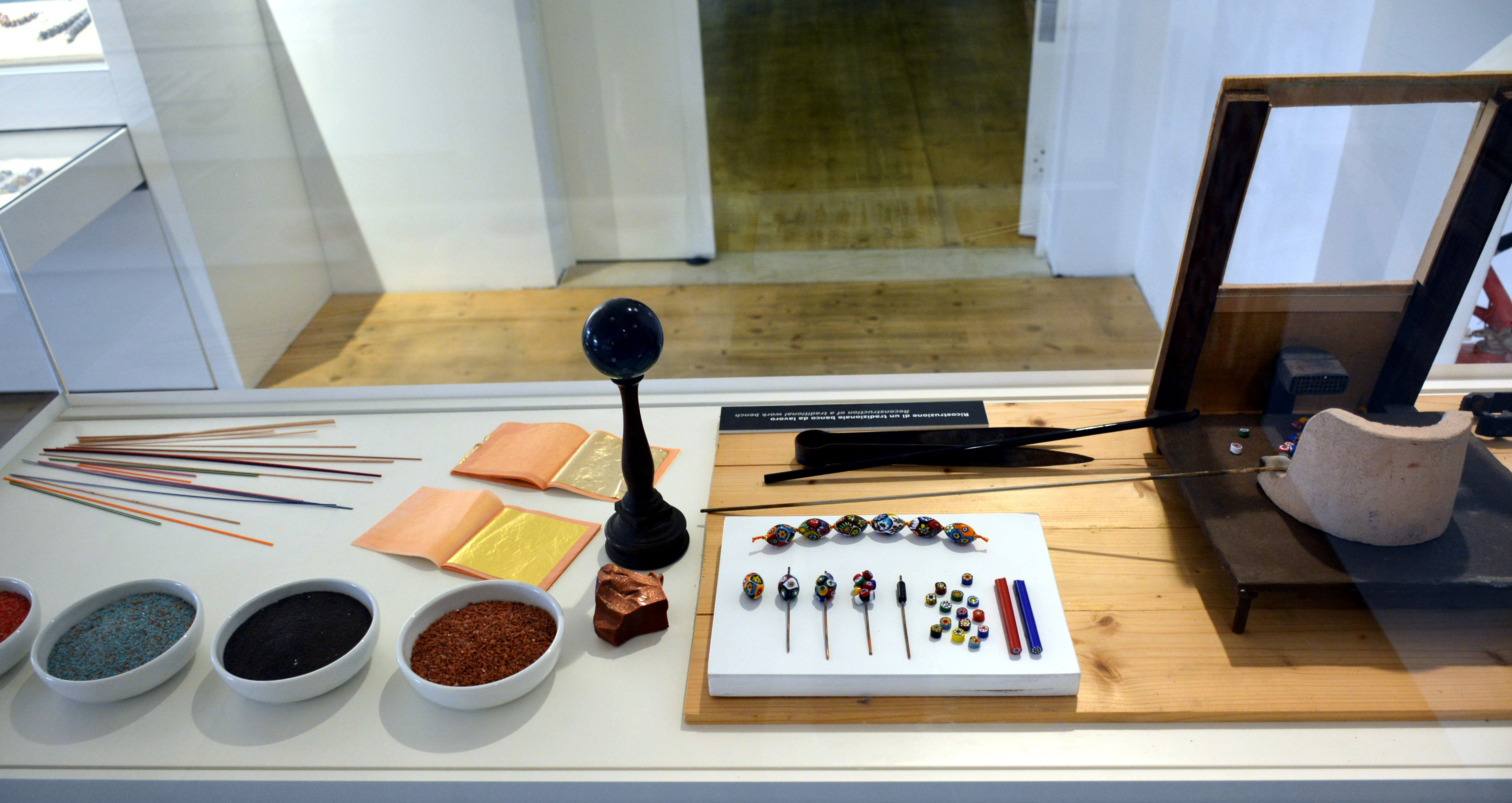
Nawleczone korale millefiori, bagietki szklane do ich robienia, plasterki murriny oraz kolejne etapy tworzenia koralika na metalowym pręcie (pośrodku na białej płytce)

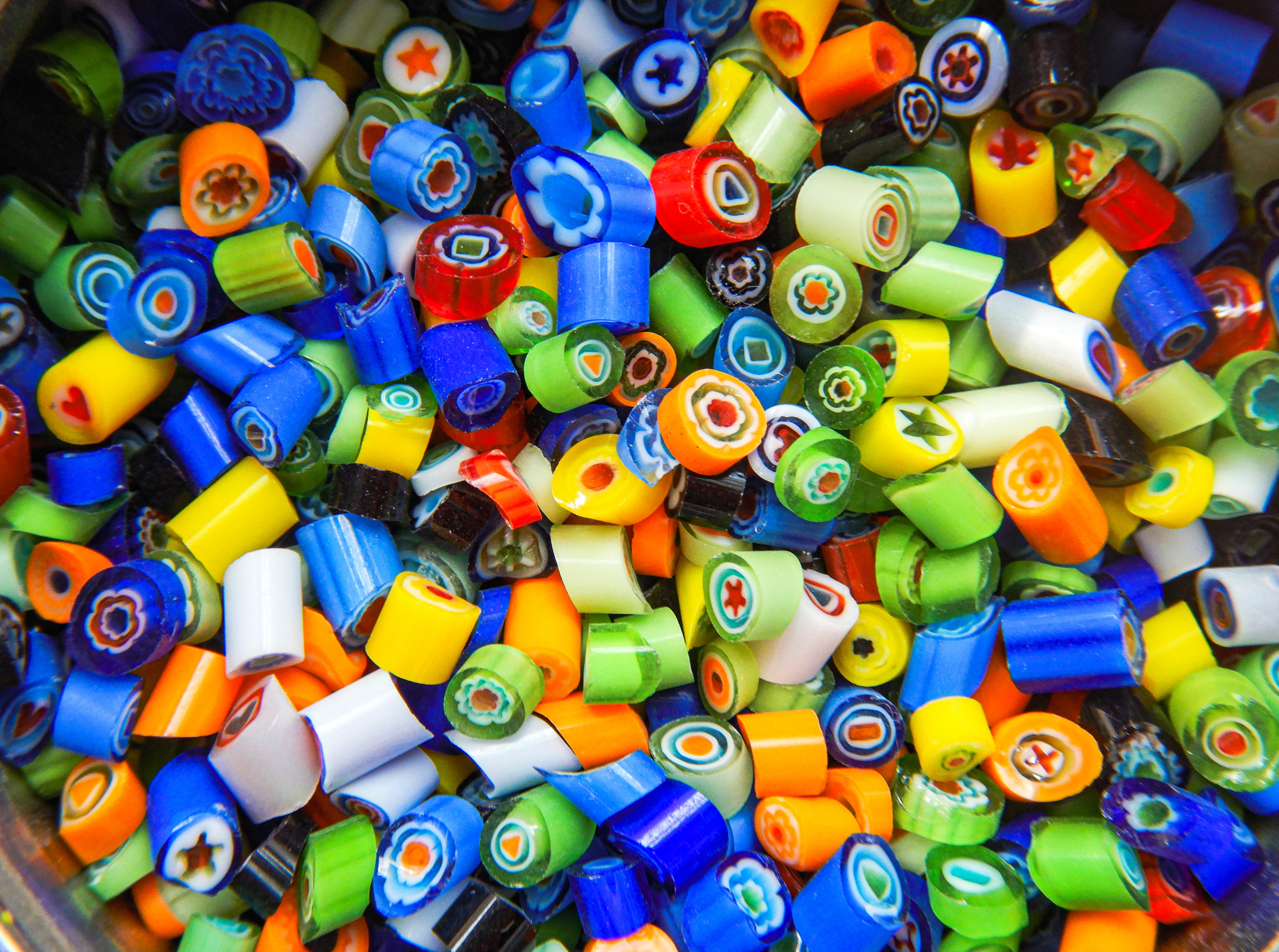
Kawałki pociętych prętów szklanych wł. murrine o różnych wzorach: gwiaździste, kwiatowe, kołowe

W 1294 roku Marco Polo przywiózł do Wenecji koraliki mozaikowe ze swojej podróży po Azji (według innego źródła Marco Polo wrócił do Wenecji z Chin w 1295 roku). Metoda produkcji szkła mozaikowego została wynaleziona już ponad 2000 lat wcześniej w Zachodniej Azji. Mistrzowie szklarscy z Wenecji na nowo opracowali i ulepszyli starożytną metodę wytwarzania koralików ze szkła mozaikowego (vetro murrino), nazwanych po włosku millefiori czyli „tysiąc kwiatów” albo  perla in murrina. 
Wieloetapowy proces ich produkcji był objęty ścisłą tajemnicą. Od XV wieku weneckie koraliki millefiori były przywożone do Afryki, gdzie rdzenna ludność przyozdabiała nimi ciała, często łącząc je z lokalnie produkowanymi paciorkami. W mniejszym stopniu koraliki millefiori były towarem wymiany handlowej z Ameryką Północną i Azją. 
Przez kolejne trzy lub cztery wieki mistrzowie szklarscy z Murano udoskonalili ich produkcję, opracowując nowe metody, czego rezultatem były coraz bardziej złożone wzory na koralikach millefiori (perle in vetro murrino/le perle millefiori). Pod koniec XIX i na początku XX wieku koraliki millefiori wykonywane na Murano osiągnęły najwyższy poziom techniczny i estetyczny. Głowna firma zaopatrująca Zachodnią Afrykę w koraliki millefiori w pierwszej połowie XX wieku – J.F. Sick & Co. – zakończyła działalność w 1964 roku, przekazując swoją kolekcję 22 000 paciorków i planszy z próbkami do Tropenmuseum w Amsterdamie. Biżuteria ze współczesnej wersji koralików millefiori jest także obecnie produkowana w Wenecji, głównie z myślą o turystach. Dawne egzemplarze pojedynczych koralików oraz naszyjniki są poszukiwane przez kolekcjonerów. Imitacje koralików millefiori są produkowane również w innych krajach.
Do produkcji koralików millefiori wykorzystuje się murrina (l.mn. murrine) czyli szklane pręty o wewnętrznym kolorowym wzorze o różnym stopniu złożoności. Pod kątem wewnętrznego wzoru wyróżnia się 3 główne kategorie kawałków murrina: o wyglądzie kwiatowym, gwiazdkowym i kółeczkowym. Wszystkie 3 kategorie mogą być zrobione zarówno ze szkła nieprzejrzystego jak i przezroczystego. Przez maszynowe cięcie murrina otrzymuje się drobne kawałki murrina. Te drobne kawałki szkła mozaikowego murrina układa się precyzyjnie na miękkiej szklanej perle podstawowej za pomocą prostego przyrządu nazywanego tacadìn, zrobionego z żelaza, którego końcówka jest rozgrzana do czerwoności. Czynności wykonywane są w płomieniu palnika. Kształt nadawany jest przy użyciu innych prostych żelaznych narzędzi przez delikatne dociskanie rozgrzanego koralika.
Na zimno tzn. zaraz po wyjęciu z pieca koraliki są ręcznie szlifowane przy użyciu prostej maszyny i specjalnego rodzaju piasku, dzięki czemu stają się idealnie gładkie i błyszczące.

#### Perła lampowasommerso

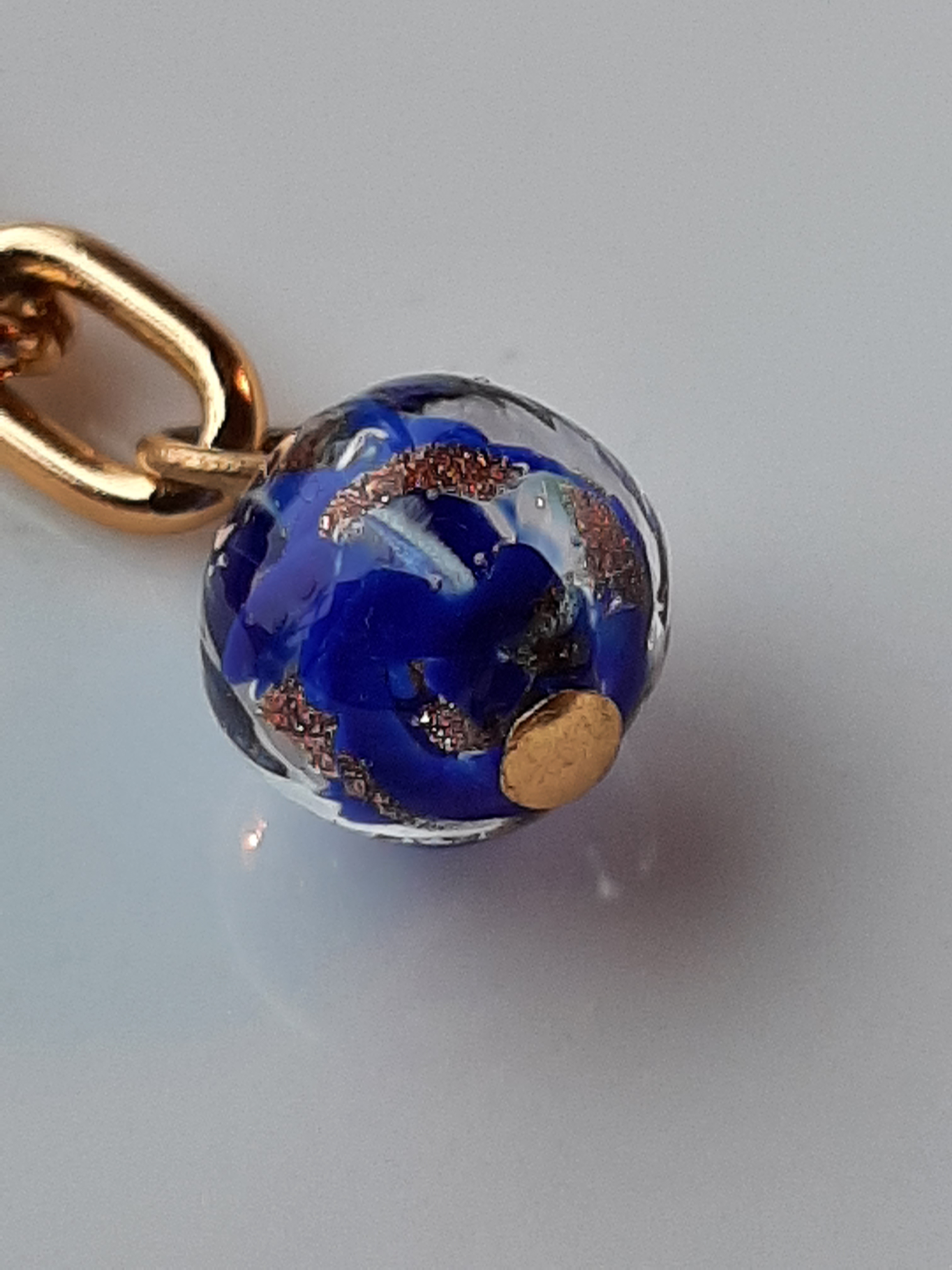
Sommerso

Przedmioty wykonane tą techniką są produkowane od XX wieku przez zanurzenie podczas procesu produkcji w tyglach ze szkłem o różnych kolorach. W wyniku tego procesu przedmiot jest złożony z kilku warstw przezroczystego szkła o różnych kolorach i znacznej grubości. 
W przypadku koralika (perla a lume sommersa) na mały monochromatyczny szklany rdzeń nakładane są kawałki szkła awenturynowego, które zostaną następnie pokryte warstwą przezroczystego szkła, niekoniecznie bezbarwnego. Kawałki szkła awenturynowego mogą zostać zastąpione przez obtoczenie szklanego rdzenia w folii srebrnej próby 925 lub 24-karatowej złotej.